# Schnellfahrstrecke Madrid–Sevilla
| Hochgeschwindigkeitszüge im Bahnhof Sevilla Santa Justa |                                     |                                              |                                              |
| Streckenlänge: | 471,8 km                            |                                              |                                              |
| Spurweite: | 1435 mm (Normalspur)                |                                              |                                              |
| Stromsystem: | 25 kV, 50 Hz ~                      |                                              |                                              |
| Maximale Neigung: | Regel: 12,5 ‰; Absolut: 13,25 ‰     |                                              |                                              |
| Minimaler Radius: | Regel: 4000 m; Absolut: 3250 m      |                                              |                                              |
| Streckengeschwindigkeit: | 300 km/h                            |                                              |                                              |
| Zugbeeinflussung: | LZB, geplant: ETCS L2, ASFA digital |                                              |                                              |
| |                                     |                                              |                                              |
| \| \| 0 \| Madrid Atocha \| Madrid Atocha \| \| \| \| SFS Madrid–Barcelona \| \| \| \| 12,300 \| Valdemingomez Verbindungskurve von Barcelona \| Valdemingomez Verbindungskurve von Barcelona \| \| \| 14,272 \| Los Gavilanes \| Los Gavilanes \| \| \| 24,418 \| Parla \| Parla \| \| \| 28 \| Strecke nach Cuenca, València, Albacete \| Strecke nach Cuenca, València, Albacete \| \| \| \| SFS nach Lissabon \| \| \| \| 35,311 \| Yeles \| Yeles \| \| \| 53,727 \| Übf La Sagra Strecke nach Toledo \| Übf La Sagra Strecke nach Toledo \| \| \| 63,4 \| Tajo \| (704 m) \| \| \| 73,724 \| Ablates \| Ablates \| \| \| 89,535 \| Übf Mora \| Übf Mora \| \| \| 104,882 \| Los Yébenes \| Los Yébenes \| \| \| 119,746 \| Übf Urda \| Übf Urda \| \| \| 130,136 \| El Emperador \| El Emperador \| \| \| 149,621 \| Malagón \| Malagón \| \| \| 170,748 \| Ciudad Real \| Ciudad Real \| \| \| 171 \| Ciudad Real \| (929 m) \| \| \| 196,476 \| Übf Calatrava \| Übf Calatrava \| \| \| 209,761 \| Puertollano \| Puertollano \| \| \| 225,426 \| Brazatortas \| Brazatortas \| \| \| 244,488 \| Übf Venta la Inés \| Übf Venta la Inés \| \| \| 267,343 \| Übf Conquista \| Übf Conquista \| \| \| \| Guadalmez \| (798 m) \| \| \| 285,193 \| Villanueva de Córdoba-Los Pedroches \| Villanueva de Córdoba-Los Pedroches \| \| \| 293,950 \| Arroyo del Valle \| Arroyo del Valle \| \| \| 300 \| Piedras de la Sal \| (2569 m) \| \| \| 304,8 \| Churretes Bajos \| Churretes Bajos \| \| \| 317,796 \| Adamuz \| Adamuz \| \| \| \| Guadalquivir \| \| \| \| 345,184 \| Córdoba \| Córdoba \| \| \| \| ehem. Spurwechselanlage nach Málaga \| \| \| \| \| Guadalquivir \| \| \| \| 358,006 \| SFS Córdoba–Málaga \| SFS Córdoba–Málaga \| \| \| 362,958 \| Almodovar del Río \| Almodovar del Río \| \| \| 387,149 \| Übf Hornachuelos \| Übf Hornachuelos \| \| \| 408,927 \| Peñaflor \| Peñaflor \| \| \| 426,144 \| Übf Guadajoz \| Übf Guadajoz \| \| \| \| Guadalquivir \| \| \| \| 442,719 \| Übf Cantillana \| Übf Cantillana \| \| \| 460,461 \| Majarabique \| Majarabique \| \| \| \| Spurwechselanlage Majarabique \| \| \| \| \| Sevilla Santa Justa \| \| |                                     |                                              |                                              |
| Kopfbahnhof Strecke bis hier außer Betrieb | 0                                   | Madrid Atocha                                | Madrid Atocha                                |
| Abzweig geradeaus und nach links |                                     | SFS Madrid–Barcelona                         | SFS Madrid–Barcelona                         |
| Abzweig geradeaus und von links | 12,300                              | Valdemingomez Verbindungskurve von Barcelona | Valdemingomez Verbindungskurve von Barcelona |
| Überleitstelle / Spurwechsel | 14,272                              | Los Gavilanes                                | Los Gavilanes                                |
| Überleitstelle / Spurwechsel | 24,418                              | Parla                                        | Parla                                        |
| Abzweig geradeaus und ehemals nach links | 28                                  | Strecke nach Cuenca, València, Albacete      | Strecke nach Cuenca, València, Albacete      |
| Abzweig geradeaus und ehemals nach rechts |                                     | SFS nach Lissabon                            | SFS nach Lissabon                            |
| Überleitstelle / Spurwechsel | 35,311                              | Yeles                                        | Yeles                                        |
| Abzweig geradeaus und nach rechts | 53,727                              | Übf La Sagra Strecke nach Toledo             | Übf La Sagra Strecke nach Toledo             |
| Brücke über Wasserlauf | 63,4                                | Tajo                                         | (704 m)                                      |
| Überleitstelle / Spurwechsel | 73,724                              | Ablates                                      | Ablates                                      |
| Dienststation / Betriebs- oder Güterbahnhof | 89,535                              | Übf Mora                                     | Übf Mora                                     |
| Überleitstelle / Spurwechsel | 104,882                             | Los Yébenes                                  | Los Yébenes                                  |
| Dienststation / Betriebs- oder Güterbahnhof | 119,746                             | Übf Urda                                     | Übf Urda                                     |
| Überleitstelle / Spurwechsel | 130,136                             | El Emperador                                 | El Emperador                                 |
| Überleitstelle / Spurwechsel | 149,621                             | Malagón                                      | Malagón                                      |
| Bahnhof | 170,748                             | Ciudad Real                                  | Ciudad Real                                  |
| Brücke | 171                                 | Ciudad Real                                  | (929 m)                                      |
| Dienststation / Betriebs- oder Güterbahnhof | 196,476                             | Übf Calatrava                                | Übf Calatrava                                |
| Bahnhof | 209,761                             | Puertollano                                  | Puertollano                                  |
| Überleitstelle / Spurwechsel | 225,426                             | Brazatortas                                  | Brazatortas                                  |
| Dienststation / Betriebs- oder Güterbahnhof | 244,488                             | Übf Venta la Inés                            | Übf Venta la Inés                            |
| Dienststation / Betriebs- oder Güterbahnhof | 267,343                             | Übf Conquista                                | Übf Conquista                                |
| Brücke über Wasserlauf |                                     | Guadalmez                                    | (798 m)                                      |
| Bahnhof | 285,193                             | Villanueva de Córdoba-Los Pedroches          | Villanueva de Córdoba-Los Pedroches          |
| Überleitstelle / Spurwechsel | 293,950                             | Arroyo del Valle                             | Arroyo del Valle                             |
| Tunnel | 300                                 | Piedras de la Sal                            | (2569 m)                                     |
| Tunnel | 304,8                               | Churretes Bajos                              | Churretes Bajos                              |
| Überleitstelle / Spurwechsel | 317,796                             | Adamuz                                       | Adamuz                                       |
| Brücke über Wasserlauf |                                     | Guadalquivir                                 | Guadalquivir                                 |
| Bahnhof | 345,184                             | Córdoba                                      | Córdoba                                      |
| Abzweig geradeaus und ehemals nach links |                                     | ehem. Spurwechselanlage nach Málaga          | ehem. Spurwechselanlage nach Málaga          |
| Brücke über Wasserlauf |                                     | Guadalquivir                                 | Guadalquivir                                 |
| Abzweig geradeaus und nach links | 358,006                             | SFS Córdoba–Málaga                           | SFS Córdoba–Málaga                           |
| Überleitstelle / Spurwechsel | 362,958                             | Almodovar del Río                            | Almodovar del Río                            |
| Dienststation / Betriebs- oder Güterbahnhof | 387,149                             | Übf Hornachuelos                             | Übf Hornachuelos                             |
| Überleitstelle / Spurwechsel | 408,927                             | Peñaflor                                     | Peñaflor                                     |
| Dienststation / Betriebs- oder Güterbahnhof | 426,144                             | Übf Guadajoz                                 | Übf Guadajoz                                 |
| Brücke über Wasserlauf |                                     | Guadalquivir                                 | Guadalquivir                                 |
| Dienststation / Betriebs- oder Güterbahnhof | 442,719                             | Übf Cantillana                               | Übf Cantillana                               |
| Dienststation / Betriebs- oder Güterbahnhof | 460,461                             | Majarabique                                  | Majarabique                                  |
| Abzweig geradeaus und nach rechts |                                     | Spurwechselanlage Majarabique                | Spurwechselanlage Majarabique                |
| Kopfbahnhof Streckenende |                                     | Sevilla Santa Justa                          | Sevilla Santa Justa                          |

Die Schnellfahrstrecke Madrid–Sevilla ist eine 472 km lange spanische Eisenbahn-Schnellfahrstrecke für Hochgeschwindigkeitsverkehr zwischen Madrid und Sevilla.
Die erste spanische Hochgeschwindigkeitsstrecke wird seit dem 21. April 1992 planmäßig von Hochgeschwindigkeitszügen unter dem Markennamen AVE (für Alta Velocidad Española) mit bis zu 300 km/h befahren. Mit Betriebsaufnahme reduzierte sich die Reisezeit zwischen den beiden Städten um mehr als die Hälfte.
Bei Córdoba zweigt die Schnellfahrstrecke Córdoba–Málaga Richtung Süden von der aus Madrid kommenden Strecke ab.

## Verlauf

Der südliche Teil der Schnellfahrstrecke (schwarz), einschließlich der Abzweigung nach Málaga sowie weitere geplante Schnellfahrstrecken (rot)

Die Strecke beginnt im Bahnhof Madrid-Atocha und verläuft über 31 Brücken (Gesamtlänge 9845 m) und 17 Tunnel (Gesamtlänge 16 030 m) über die kastilische Hochebene. Sie steigt dabei südlich von Toledo sowie bei der Querung der Sierra Morena auf 800 Höhenmeter an und fällt Richtung Sevilla auf wenige Meter über den Meeresspiegel ab. Der Endbahnhof Santa Justa in Sevilla wurde neu errichtet.
Die Strecke nutzt im Abschnitt zwischen Madrid und Ciudad Real weitgehend die Trasse einer ehemaligen Breitspurstrecke.

### Madrid–Sevilla
Madrid und die südliche Meseta werden südwärts verlassen, um östlich von Toledo das Tal des Tajo Richtung Ostausläufer der Montes de Toledo zu queren und hier die Geländerücken der Serrezuela de Manzaneque bzw. der Sierra de las Alberquillas westlich von Consuegra sowie der Sierra de la Calderina zu passieren. In der Ebene von Ciudad Real wird der Guadiana überbrückt und weiter südlich in die Sierra Morena eingefahren: Durch das Vulkangebiet von Campo de Calatrava wird bei Puertollano die Niederung des Río Ojailén erreicht, dem kurz westwärts bis in der Nähe von Brazatortas gefolgt, wo dann südwestwärts das Valle de Alcudia sowie die Sierra Madrona durchmessen werden. Hernach steigt die Bahnstrecke allmählich in das Tal des Guadalquivir östlich von Cordoba ab. Der weiten Flussniederung wird schließlich weiter westwärts bis zum Endpunkt Sevilla gefolgt.

### Bypass Madrid
Eine 5250 Meter lange Neubaustrecke verbindet seit Ende 2008 die Schnellfahrstrecke mit der nach Barcelona. Für durchfahrende Züge wird damit das Kopfmachen im Bahnhof Atocha überflüssig und spart rund 21 Kilometer ein. Die 92,1 Millionen Euro teure Strecke umfasst unter anderem ein 650 Meter langes Viadukt über den Manzanares und einen 395 Meter langen Tunnel. Sie schließt bei Kilometer 13 an die Strecke nach Sevilla und bei Kilometer 12 an die Strecke nach Barcelona an.
Die Anschlüsse an die bestehenden Schnellfahrstrecken sind kreuzungsfrei ausgeführt.

## Trassierung und Technik
Die Hochgeschwindigkeitsstrecke wurde im Gegensatz zum spanischen Bestandsnetz in Regel- statt Breitspur errichtet.
Statt mit 3000 V Gleichspannung wie im Bestandsnetz erfolgt die Bahnenergieversorgung mit 25 kV Wechselspannung. Zwölf Unterwerke speisen mittels Energie aus dem öffentlichen Netz die Oberleitung. Die Endabschnitte mit den Bahnhöfen Madrid-Atocha und Sevilla Santa Justa wurden zu Anfang zur Vereinfachung und zur Vermeidung von Fahrleitungskreuzungen mit unterschiedlichen Spannungen mit Gleichspannung versorgt. Mit der Inbetriebnahme des Abschnittes Madrid–Saragossa der Schnellfahrstrecke nach Barcelona im Jahr 2002 wurde der Regelspurteil des Bahnhofs Madrid Atocha auf 25 kV Wechselspannung umgeschaltet. Gleichzeitig entfiel der Breitspurbetrieb in der Kopfgleishalle dieses Bahnhofes. Der Endabschnitt in Sevilla wurde ebenfalls auf 25 kV umgestellt, seitdem sind auf dieser Strecke keine Mehrsystemtriebfahrzeuge mehr erforderlich. Die ehemaligen Gleichspannungsabschnitte sind noch immer am Kettenwerk mit Doppelfahrdraht erkennbar. Insgesamt 9,85 km der Strecke führen über Brücken, 15,8 km durch Tunnel. Auf der Strecke kommt eine Oberleitung der deutschen Bauform Re 250 zum Einsatz, die von Zügen mit einem gehobenen Stromabnehmer mit 300 km/h befahren wird.
Die Breite des Planums liegt bei 12,7 bis 13,3 m, der Gleismittenabstand bei 4,30 m.
Die Strecke wurde nach den sicherungstechnischen Standards ausgerüstet, die in den 1980er Jahren für die deutschen Neubaustrecken Hannover–Würzburg und Mannheim–Stuttgart entwickelt wurden. Für 480 Millionen D-Mark rüstete SEL Señalización S.A. (eine 1986 gegründete spanische Tochterfirma der SEL) die Strecke mit linienförmiger Zugbeeinflussung aus. Die Steuerung der gesamten Strecke erfolgt über acht elektronische Stellwerke (ESTW), die von einer Zentrale in Madrid ferngesteuert werden. Dies sind die ersten ESTW, die in Spanien in Betrieb gingen. Die Gleisfreimeldung erfolgt mittels Tonfrequenz-Gleisstromkreisen. Der Auftragswert für die komplette Elektrifizierung, die Leit- und Sicherungstechnik sowie Kommunikationsanlagen belief sich auf 1,4 Milliarden D-Mark (rund 700 Millionen Euro).
Ende 2006 beauftragte die ADIF ein Unternehmen im Umfang von 12,6 Millionen Euro mit technischen Änderungen an der Zugbeeinflussung der Strecke, damit Züge der Reihe 104 die Strecke in Zukunft mit 200 statt 180 km/h befahren können. Ein weiterer Vertrag in Höhe von 4,1 Millionen Euro sah Veränderungen am ASFA-Zugbeeinflussungssystem vor.
Zwischen den Unterwegsbahnhöfen liegen Überhol- und Notbahnhöfe (Spanisch Puesto de adelantamiento y estacionamiento de trenes, Abk. PEAT). Sie dienen der Überholung von langsamen durch schnelle Züge und zur Abstellung von Instandhaltungsfahrzeugen. Auf diesen Bahnhöfen können Züge bei Bedarf auch an einfachen Bahnsteigen geräumt und die Reisenden evakuiert werden.
Mittels Sensoren sollen Fremdkörper, die auf die Gleise fallen, erkannt werden können.
2020 schrieb ADIF die Ausrüstung der Strecke mit ETCS Level 2 aus. Als Rückfallebene soll ASFA digital dienen. Die LZB soll zurückgebaut werden. Die Inbetriebnahme ist für 2025 geplant.

## Geschichte

### Vorgeschichte und Bau
Die Bestandsstrecke zwischen Madrid und Sevilla war in großen Teilen eingleisig, nur langsam befahrbar, überlastet und wies (im Vergleich zur Luftlinie) einen hohen Umwegfaktor auf. Nach einer längeren Diskussion konnte sich die RENFE mit ihren Argumenten für eine Neubaustrecke durchsetzen.
Am 9. Dezember 1988 beschloss der spanische Ministerrat, die beiden Strecken zwischen Madrid und Barcelona bzw. Sevilla zu realisieren. Am 16. Dezember fiel die Entscheidung, zunächst die Strecke nach Sevilla umzusetzen. Am 25. Februar 1988 folgte die internationale Anfrage für die Beschaffung von 24 Hochgeschwindigkeitszügen vom Typ AVE; die Bestellung folgte am 23. Dezember desselben Jahres. Der erste AVE-Triebzug der Reihe 100, basierend auf der dritten Generation des TGV, wurde am 10. Oktober 1991 vorgestellt.
Ursprünglich sollte die Strecke in iberischer Breitspur (1668 mm) ausgeführt werden. Schienenfahrzeughersteller, die auf Mehrkosten und technische Risiken dieser im Hochgeschwindigkeitsverkehr ungewöhnlichen Spurweite hinweisen, konnten letztlich die RENFE von der Sinnhaftigkeit der Regelspur überzeugen. Am 9. Dezember 1988 fiel die Entscheidung, die neue Strecke in Regelspur auszuführen. Der Vertrag zum Bau der Strecke wurde am 16. März 1989 unterzeichnet.
Die Strecke wurde in 33 Monaten errichtet, bei einer reinen Bauzeit von 24 Monaten.

### Inbetriebnahme
Am 28. November 1991 stellte eine dieser von einem Konsortium unter der Führung von Siemens gelieferten und für 220 km/h zugelassenen Euro-Lokomotiven der Reihe 252 mit 256 km/h auf der Strecke einen neuen Geschwindigkeitsrekord für Lokomotiven in Spanien auf. Ab 1993 verkehrten neugelieferte Talgo-VI-Einheiten unter dem Markennamen »Talgo 200« zusätzlich zwischen Málaga und Madrid. Dafür wurde bei Córdoba eine Spurwechselanlage errichtet. 1994 wurden die Bahnanlagen in der Innenstadt von Córdoba in einen neugebauten Tunnel verlegt, dabei wurde der bisherige Bahnhof Córdoba C durch einen etwas weiter westlich liegenden Neubau ersetzt.
Die kommerzielle Betriebsaufnahme erfolgte zum 21. April 1992, mit der Eröffnung der Weltausstellung 1992 in Sevilla. In der ersten Woche nutzen 23 200 Fahrgäste die neuen Züge, was einer Auslastung von 81,4 % entspricht. Am 20. April 1992 wurde der Betrieb zwischen Madrid und Sevilla aufgenommen. Die Fahrzeit von ohne Zwischenhalt fahrenden Zügen lag bei Betriebsaufnahme bei zwei Stunden und 45 Minuten. Verbindungen mit Verkehrshalten in Ciudad Real, Puertollano und Córdoba benötigen zwei Stunden und 55 Minuten.

### Seit 1992
Die Fahrpreise zwischen den beiden Großstädten lagen zur Betriebsaufnahme in der Klasse Turista (2+2-Bestuhlung, der zweiten Klasse im europäischen Netz entsprechend) (umgerechnet) zwischen etwa 100 und 140 D-Mark, in der Klasse Club (2+1-Bestuhlung) zwischen 195 und 275 D-Mark. Die Doppelsitze der Clubklasse waren dabei in Abteilen ohne Türen angeordnet worden. Im Fahrpreis waren ferner ein Getränk und ein Menü enthalten.
Neben den AVE-Triebzügen kamen seit der Betriebsaufnahme auch mit elektrischen Lokomotiven der Reihe 252 bespannte und umspurbare Talgo-VI-Einheiten zum Einsatz. Die Möglichkeit der Umspurung wurde von Anfang an genutzt, um die Züge in den Norden von Spanien durchzubinden. Dafür entstand im Bahnhof Madrid-Atocha schon beim Bau der Strecke die erste Spurwechselanlage.
Am Bau der Strecke war Siemens beteiligt. Ende der 1990er Jahre liefen Gerichtsverfahren zu Korruptionsvorwürfen in Zusammenhang mit der Strecke. Im Frühjahr 1998 nahm die Staatsanwaltschaft München Ermittlungen wegen des Verdachts auf, das Unternehmen habe der Sozialistischen Arbeiterpartei Spaniens unter Felipe González Schmiergelder in zweistelliger Millionenhöhe bezahlt und im Gegenzug Preiserhöhungen vorgenommen.
Jedem Fahrgast wird der volle Fahrpreis erstattet, wenn ein Zug mit einer Verspätung von mehr als fünf Minuten am Zielort eintrifft (Stand: 1995).
2014 wurde der bestehende Überhol- und Notbahnhof Villanueva de Córdoba-Los Pedroches für die Nutzung als planmäßiger Reisezughalt ausgebaut, um die Region Los Pedroches an das Hochgeschwindigkeitsnetz und damit besser an die Städte Córdoba und Madrid anzubinden.

### Auswirkungen der Streckeninbetriebnahme
Durch die Strecke verschob sich der Modal Split zwischen Madrid und Sevilla deutlich: So ging der Anteil des Luftverkehrs zwischen 1991 und 1994 von 40 auf 13 Prozent zurück, bei Auto und Bussen lag der Rückgang bei acht Prozentpunkten, von 44 auf 36 Prozent. Der Marktanteil der Eisenbahn erhöhte sich im gleichen Zeitraum von 16 auf 51 Prozent. Der Gesamtverkehr auf dieser Relation nahm in dieser Zeit um 35 Prozent zu. Zur Betriebsaufnahme hatten 34 Prozent der Bahnkunden die Eisenbahn zuvor nicht benutzt. Im Jahr 2000 lag der Marktanteil des AVE auf dieser Relation bei 84 Prozent.
1997 nutzten 4,39 Mio. Reisende die Strecke, im Jahr 1998 insgesamt 4,75 Millionen. Der Marktanteil des AVE zwischen den beiden Städten stieg von 32,8 Prozent (1991) auf 81,5 Prozent (1999) an, der Anteil des Luftverkehrs ging im gleichen Zeitraum von 67,2 auf 18,5 Prozent zurück. Der Nachtreiseverkehr über die Breitspurstrecke zwischen Madrid und Andalusien wurde nach der Inbetriebnahme der Schnellfahrstrecke nach und nach reduziert und um die Jahrtausendwende vollständig eingestellt, später auch zwischen Barcelona und Andalusien.
Anfang 2009 lag der Marktanteil der Eisenbahn zwischen Madrid und Sevilla bei 80 Prozent.